# Yachar
Los malgaches, habitantes de la isla Madagascar reverenciaban a un dios supremo conocido como Yachar. Esta deidad benéfica carecía de estatuas, cultos y demás honores porque, por su bondad, no era preciso propiciarlo y además sabía lo que era preciso a cada hombre. Yachar tenía a sus órdenes una legión de espíritus benéficos, especie de ángeles de color, a él se enfrentaba el espíritu del mal, Angat, y el mal supremo, Taivadu.